# 워싱턴 커맨더스

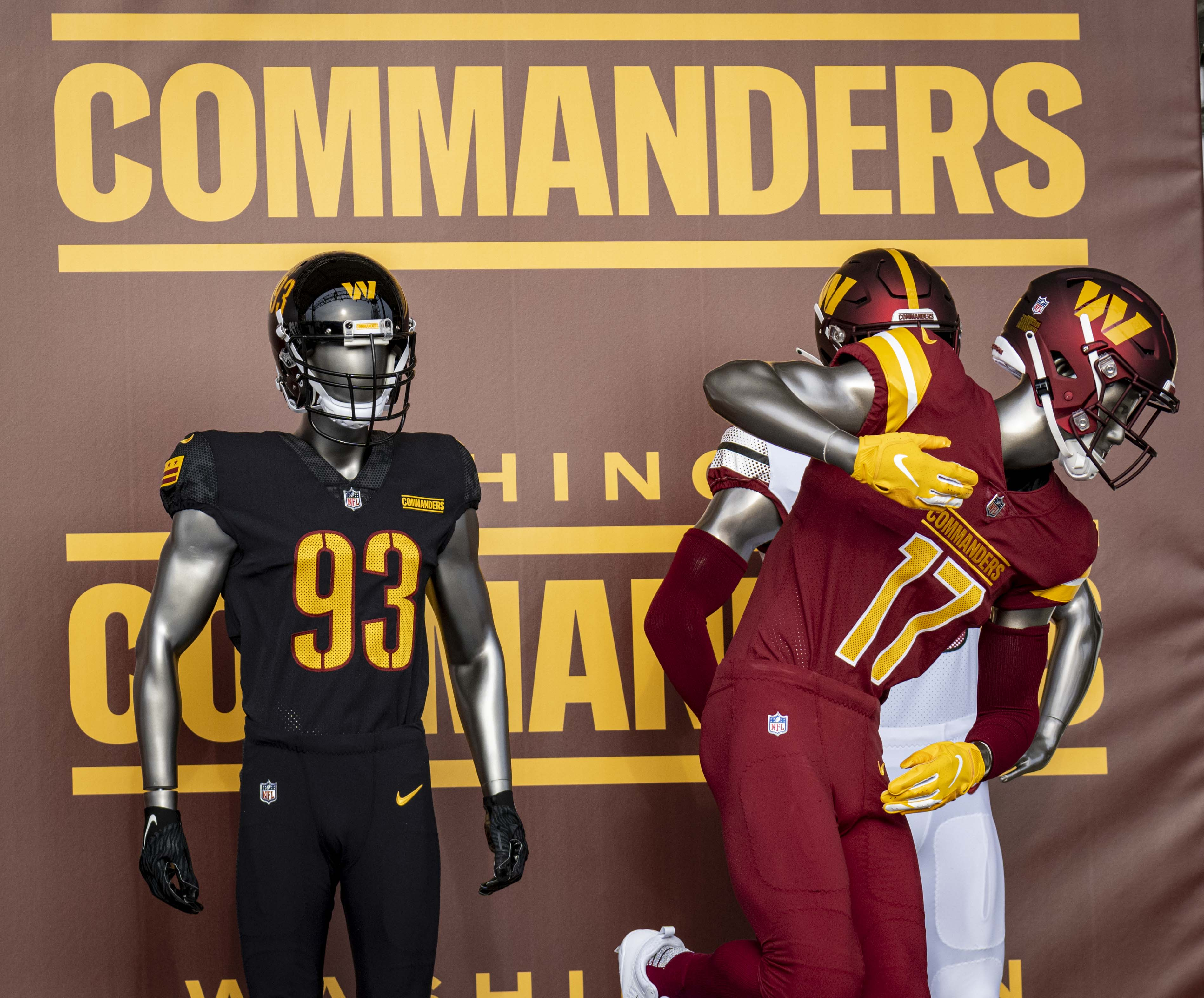

워싱턴 커맨더스(Washington Commanders)는 워싱턴 D.C. 도시권에 소재한 NFL 팀이다. NFC 동부지역에 소속되어 있다. 팀의 평가액은 포브스에 따르면 15억 5000만 달러로, 댈러스 카우보이스에 이어 NFL 2위를 차지하고 있으며 원래 팀명은 '레드스킨스'였으나 원주민 비하 의미가 담겨 2020년부터 변경됐다.